# Bargteheide
Bargteheide är en stad i Kreis Stormarn i förbundslandet Schleswig-Holstein i norra Tyskland. Den har cirka 16 000 invånare och ligger 27 km från Hamburg och 32 km från Lübeck. Staden ligger vid motorvägarna A1 och A21.